# 翟玉龙
翟玉龙（1973年6月—），安徽芜湖人，中华人民共和国地方官员，在职博士研究生学历。曾任中共镇雄县委书记、中共瑞丽市委书记。现任云南省电影局局长。

## 生平
1991年7月，翟玉龙参加工作，历任云南省民政厅办公室副主任，中共昭通市委副秘书长、督查室主任。2012年6月，出任镇雄县县长、中共镇雄县委副书记:125-127。2015年3月，卸任镇雄县县长职务，2015年8月，升任中共镇雄县委书记（副厅级）:349-352。镇雄县是国家级贫困县，曾是中国贫困人口最多的县，云南省人民政府于2020年11月13日宣布镇雄退出贫困县名单。2021年1月5日，翟玉龙出任中共昭通市委常委。2021年4月，中共瑞丽市委书记龚云尊在2019冠状病毒病疫情中防控不力被撤职，翟玉龙出任中共德宏州委常委、云南瑞丽重点开发开放试验区党工委副书记、中共瑞丽市委书记，兼任中国（云南）自由贸易试验区德宏片区党工委书记。2021年6月29日，中共中央组织部决定授予翟玉龙“全国优秀县委书记”荣誉称号。
2021年9月2日，不再担任中共瑞丽市委书记。同年9月26日，当选为中共德宏州第八届委员会常委、委员。2022年3月21日，出任云南省电影局局长。

## 轶事
2019年9月，有网友通过人民网地方领导留言板向镇雄县委书记翟玉龙反映家庭困难，调查核实后发现，发帖人是一个“啃老族”，镇雄县随后回应“不会养懒汉”。
2019年12月22日，镇雄县委书记翟玉龙下乡访户，在一户农舍门口蹲下身子为一小男孩擦鼻涕，并告诉他要注意卫生，此举在短视频走红，翟玉龙回应只是下意识之举。